# Parchi di Cesena
I parchi di Cesena comprendono circa 250 aree verdi che si estendono complessivamente per oltre 246 ettari con circa 55.000 alberi. 

## Giardini pubblici

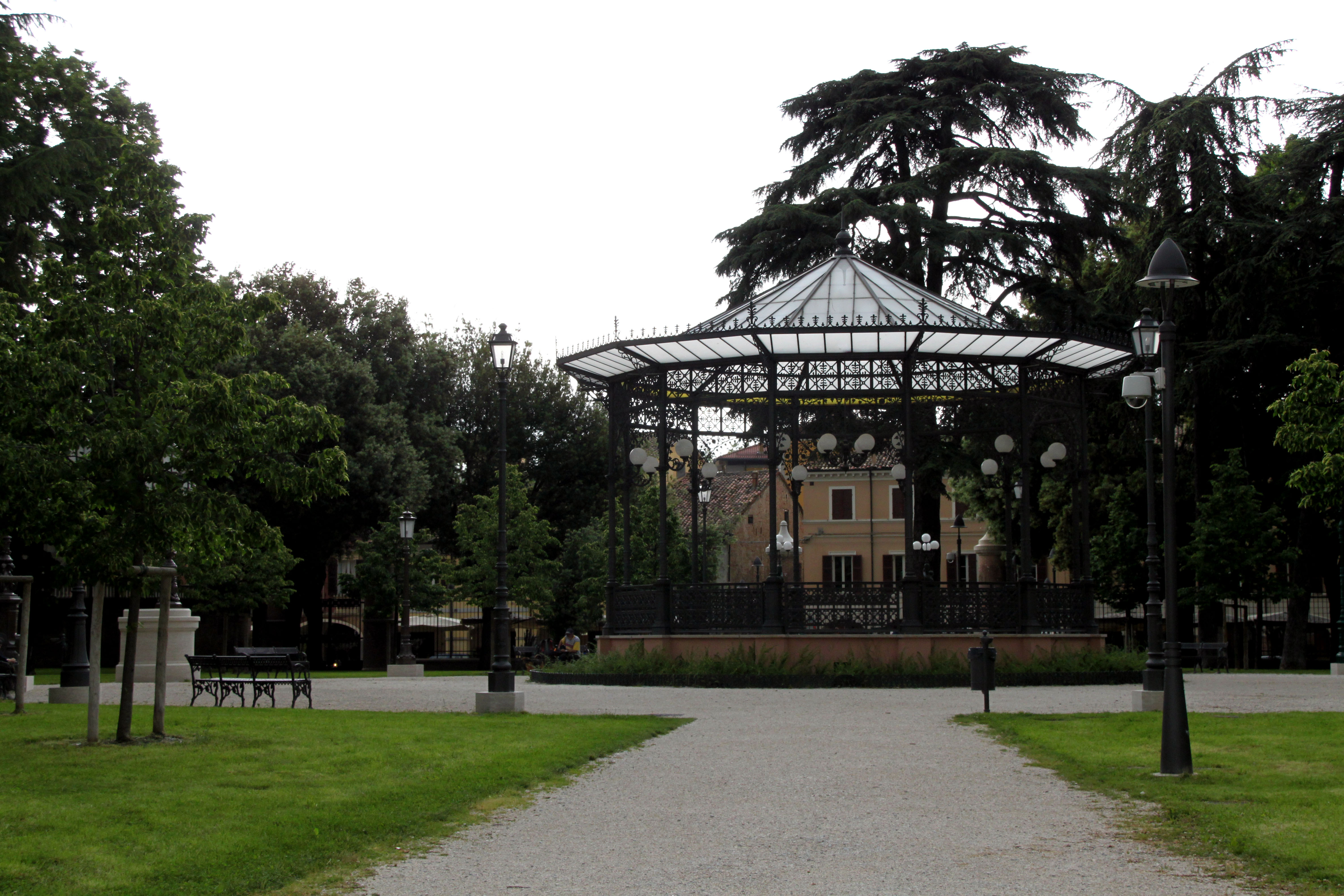
L'interno del giardino dopo i lavori del 2007

Su un'area ricevuta in donazione dal conte Paolo Neri nel 1843 venne allestito un giardino pubblico di ispirazione neoclassica, organizzato lungo due assi di simmetria e una pianta a cerchi concentrici. Durante i giorni festivi era consuetudine che la banda comunale suonasse all'interno di un gazebo in legno. Successivamente l'area venne arricchita con busti ed epitaffi di cesenati illustri nonché con una coppia di grandi vasi in pietra che vennero messi al posto degli obelischi che furono demoliti. Nel 1946 il giardino venne tagliato in due parti da una strada carrabile (Via Verdi) eliminata nel 2007, quando i lavori di rinnovamento dei giardini ne ripristineranno l'unità. Durante questi lavori sono stati ritrovati i resti di un'antica chiesa trecentesca e resti di scheletri umani, all'esterno della navata destra. I lavori di rinnovamento ne hanno ripristinato l'originario aspetto dotandoli di un gazebo centrale, utilizzato per concerti, e una raccolta di alcuni elementi storici come il cancello proveniente dalla Barriera Cavour e dodici lampioni che circondano il gazebo che formano così un museo all'aperto dell'arredo urbano in ghisa, allestito dalla Fondazione Neri - Museo Italiano della Ghisa. Sul muro che delimita il giardino sul lato del Teatro Alessandro Bonci, sono state posizionate statue di alcuni personaggi della Commedia dell'Arte.

Dalla piazzetta centrale si diramano quattro sentieri, che, in corrispondenza del percorso perimetrale del giardino, formano altrettante piazzette, circondate da lecci e tigli. Sul lato che si affaccia su via Padre Vicinio da Sarsina si trova un'area giochi per bambini.

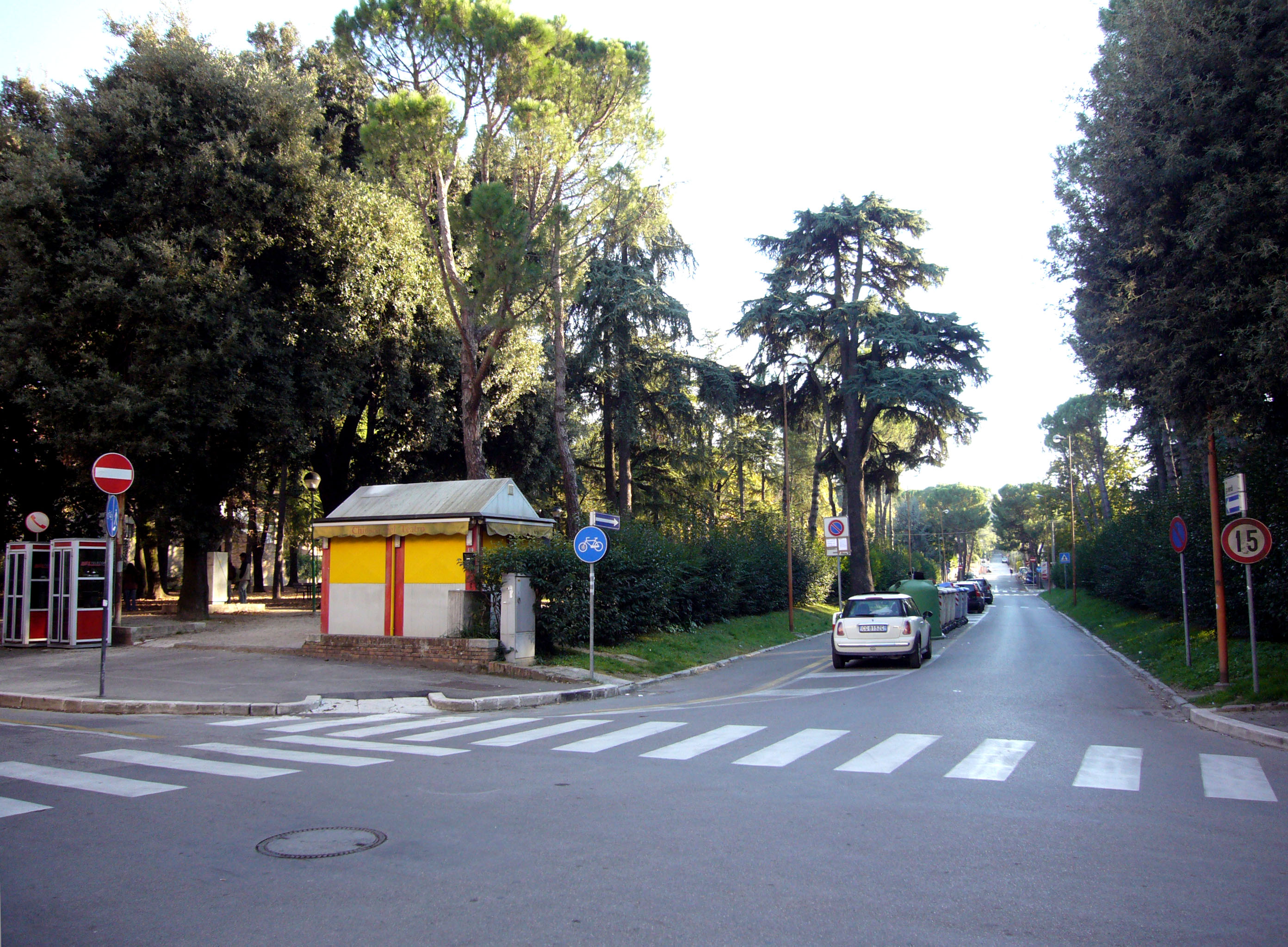
Via Verdi che tagliava in due i giardini fino al 2007
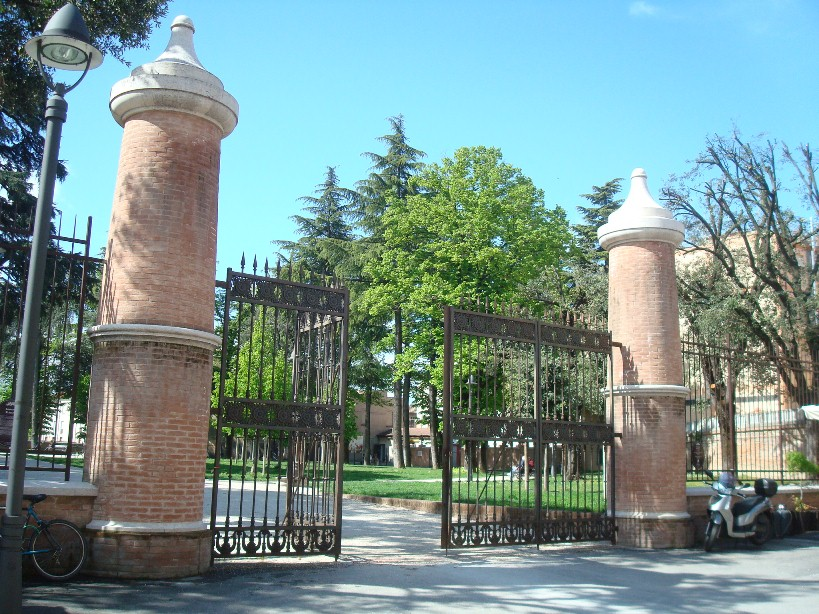
Il nuovo ingresso dei giardini pubblici dopo i lavori del 2007 con il cancello proveniente dalla Barriera Cavour
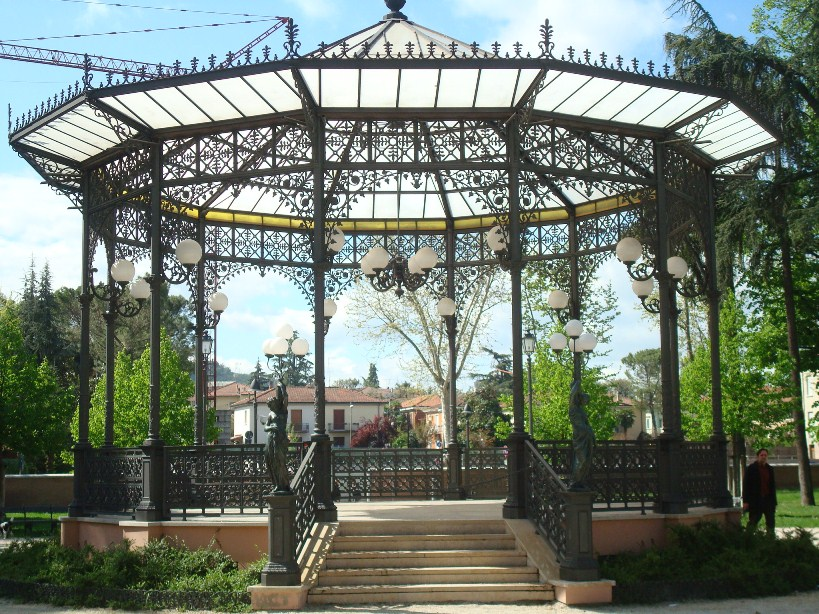
Il gazebo in ghisa
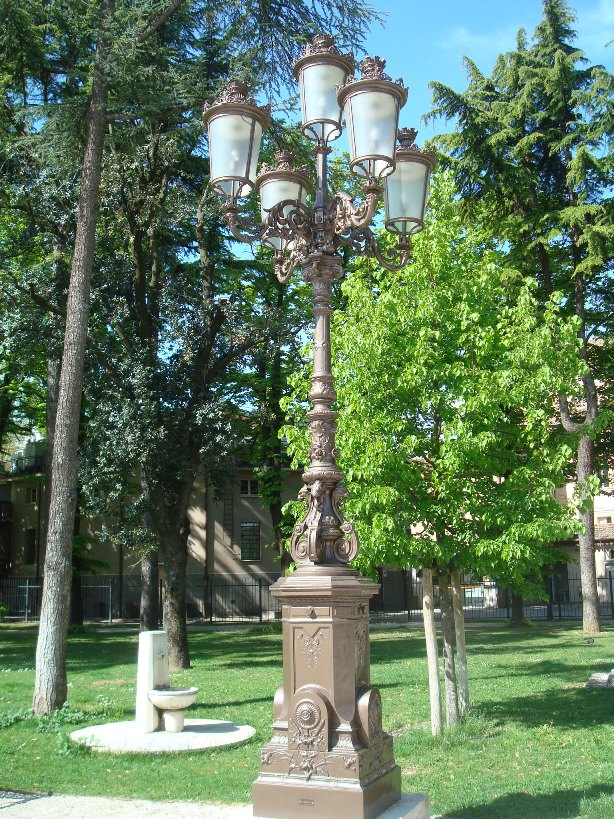
Uno dei lampioni in ghisa che riproducono originali del XIX secolo
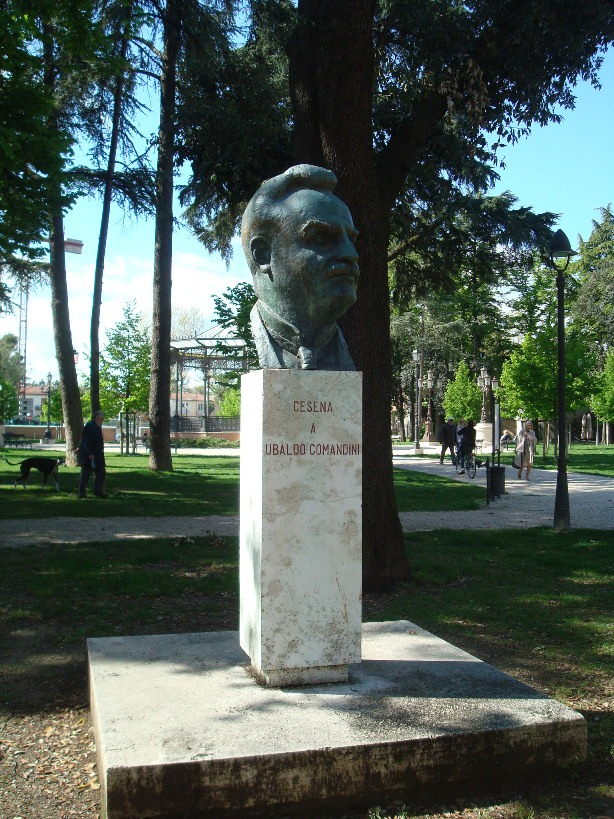
Busto di Ubaldo Comandini

## Parco Ippodromo

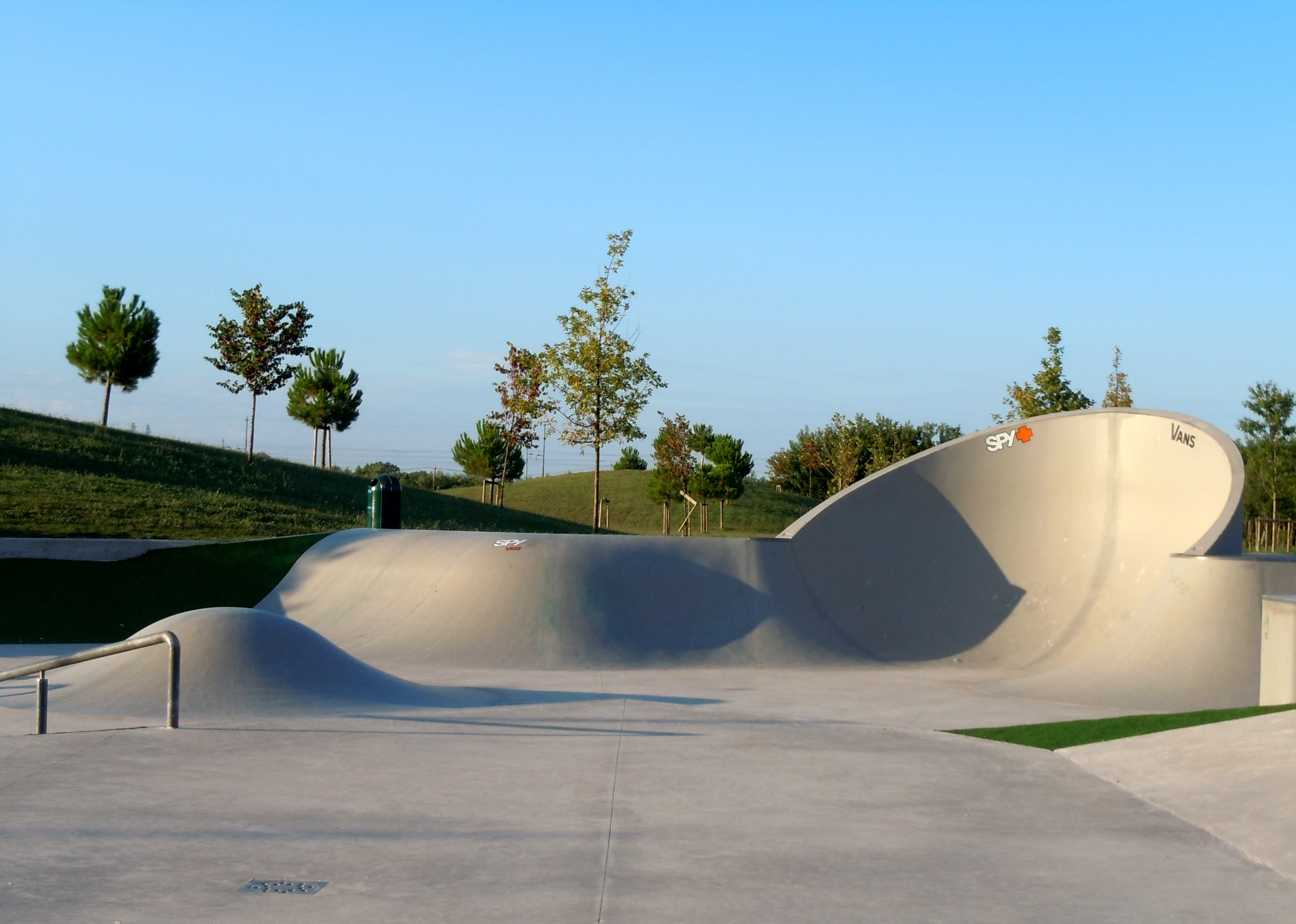
La pista di skateboard realizzata nel parco Ippodromo

Ha un'estensione 13,5 ettari, che lo rendono l'area verde più grande di Cesena. È situata fuori dal centro storico (anche se considerata area centro urbano) e sono presenti boschetti e radure, lunghi sentieri percorribili a piedi o in bicicletta, aree attrezzate con giochi per bambini e una pista da skateboard.

## Parco per Fabio
Ampia struttura ricavata utilizzando gli spazi della fornace Domeniconi dismessa alla fine degli anni Settanta del Novecento, con un grande campo da calcio ed un ampio percorso per footing e passeggiate. Il parco si estende per circa 3,5 ettari; vi è stato un ampliamento di un ettaro realizzato a seguito dell'intervento di urbanizzazione lungo via San Mauro. È intitolato al pilota aeronautico cesenate Fabio Bazzocchi tragicamente deceduto nel 1994.

## Parco Fornace Marzocchi
Situato nel quartiere Vigne, è stato realizzato nell'area precedentemente occupata dalla fornace Marzocchi e l'adiacente area di scavo dell'argilla. Si estende in una conca per 3,2 ettari ed è circondato da un grande anello di cemento per la biciclette ed il footing ed è dotato di attrezzi ginnici e giostre per bambini.

## Parco della Rimembranza

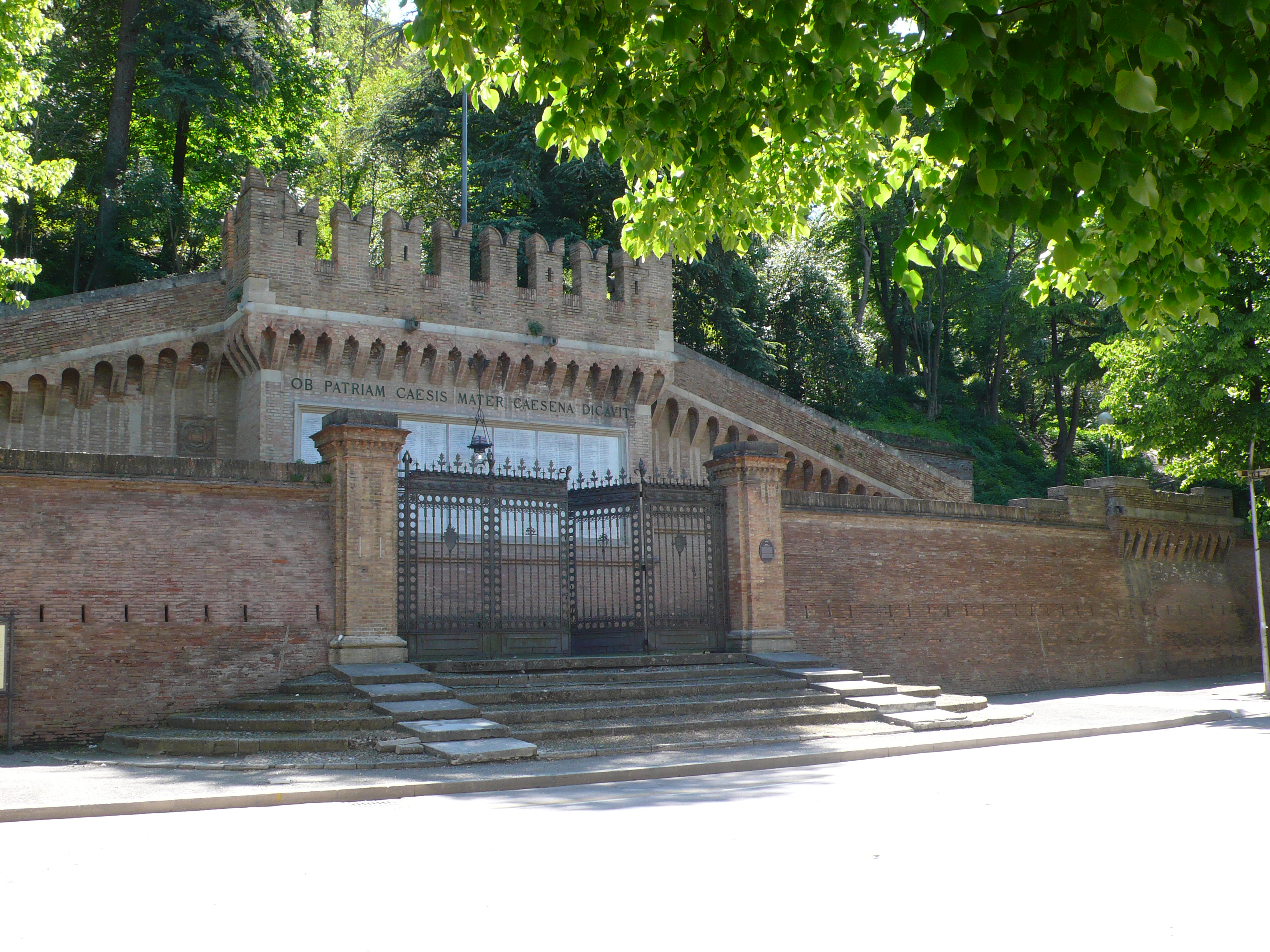
ingresso del Parco della Rimembranza

Parco realizzato negli anni venti sul Colle Garampo attorno alla Rocca, La ripida altura fino ad allora era da secoli (originariamente per motivi di difesa militare) rigorosamente mantenuta priva di alberi. Ricco di piante diverse e in parte rare, è percorso da sentieri e a tratti scalette che salgono fino al castello ed è attrezzato con aree di sosta con panchine e tavolini.

## Giardino di Serravalle
Situato a ridosso dell'antica cinta muraria di Cesena, lungo via Muro Federico Comandini, il giardino di Serravalle è tra i parchi più frequentati. Contiene scivoli, torrette, altalene e dondoli, per i bambini nell'area giochi, mentre a fianco di questa si trova un campo da calcio recintato e di uso pubblico.
Il giardino è attraversato da un sentiero asfaltato che si sovrappone al torrente Cesuola che, con la realizzazione del parco, venne coperto interamente e ora scorre sotterraneo, così come avviene nel centro storico. Il parco è dotato di panchine ed è presente uno spazio riservato ai cani.

## Parco naturale del Fiume Savio

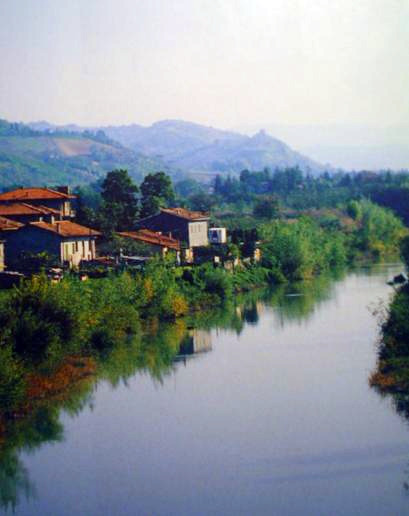
Il parco naturale lungo il fiume Savio

Parco naturale lungo il corso del fiume Savio. Arriva fin dentro il centro urbano di Cesena, sviluppandosi per 6 km da Molino Cento fino al Ponte Nuovo. È previsto un ampliamento verso la zona di Roversano. Il parco ospita un'ampia varietà di uccelli e di mammiferi selvatici, dagli aironi alle poiane, dalle lepri ai caprioli.

## Giardini Savelli
Si trovano lungo un'ansa della cerchia muraria cittadina nel centro storico, lungo viale Giosuè Carducci. Fino agli anni settanta del Novecento costituivano il Giardinetto Tennis, con un campo dedicato a questo sport.

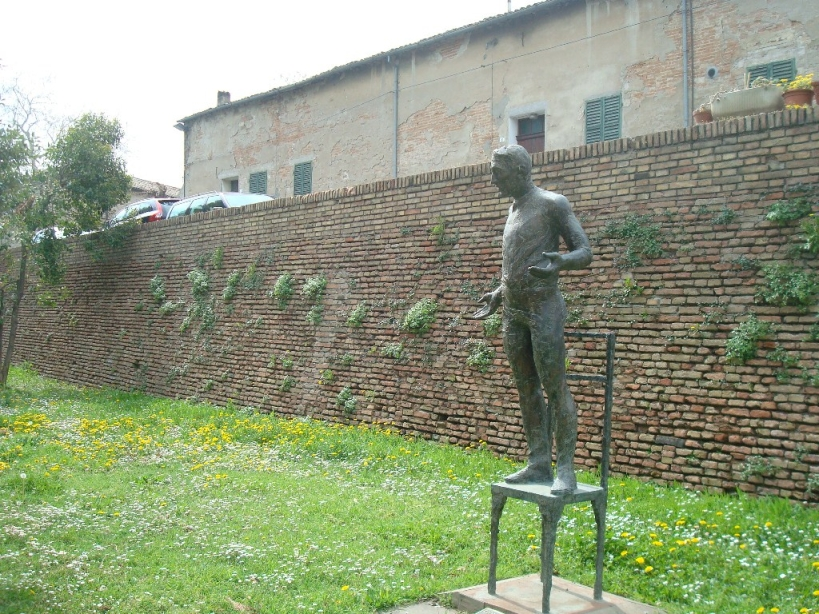
Statua al poeta Giovanni Montalti nei giardini Savelli

## Estensione delle aree di verde pubblico
- Cervese Sud, 29,5 ettari;
- Cesuola, 18,4 ettari;
- Centro Urbano, 18,3 ettari;
- Oltre Savio, 48,3 ettari.